# Christin Cooper
Christin Elizabeth Cooper (Los Angeles, 8 ottobre 1959) è un'ex sciatrice alpina statunitense.

## Biografia

### Carriera sciistica
Specialista delle prove tecniche nata a Los Angeles ma cresciuta a Sun Valley, Christin Cooper in Can-Am Cup nella stagione 1975-1976 vinse la classifica di slalom speciale e ottenne il primo piazzamento di rilievo in Coppa del Mondo il 26 gennaio 1977 a Crans-Montana nella medesima specialità (10ª); esordì ai Campionati mondiali a Garmisch-Partenkirchen 1978, senza ottenere risultati di rilievo, e ai Giochi olimpici invernali a Lake Placid 1980, dove si classificò 7ª nello slalom gigante e 8ª nello slalom speciale. Il 21 gennaio 1981 colse a Crans-Montana i suoi primi podi in Coppa del Mondo, grazie al 2º posto nello slalom speciale e al 3º nella combinata, e in quella stagione 1980-1981 fu 2ª nella classifica della Coppa del Mondo di slalom speciale, superata dalla vincitrice Erika Hess di 39 punti.
Ottenne la prima vittoria nel massimo circuito internazionale il 21 dicembre 1981 a Saint-Gervais-les-Bains in combinata e in quella stagione 1981-1982 in Coppa del Mondo fu 3ª sia nella classifica generale, sia in quella di slalom speciale; nello stesso anno partecipò anche ai Mondiali di Schladming 1982, vincendo tre medaglie: l'argento nello slalom gigante e nello slalom speciale e il bronzo nella combinata. Ai XIV Giochi olimpici invernali di Sarajevo 1984, sua ultima presenza olimpica, vinse la medaglia d'argento nello slalom gigante e non concluse lo slalom speciale. Si ritirò al termine di quella stessa stagione; in Coppa del Mondo la sua ultima vittoria fu quella del 7 marzo a Lake Placid, in slalom gigante, e il suo ultimo podio (nonché ultimo piazzamento internazionale di rilievo) fu il 3º posto nello slalom gigante di Jasná del 17 marzo.

### Altre attività
Dopo il ritiro dalle competizioni ha lavorato come commentatrice televisiva e collaborato a testate giornalistiche specializzate.

## Palmarès

### Olimpiadi
- 1 medaglia:
  - 1 argento (slalom gigante a Sarajevo 1984)

### Mondiali
- 3 medaglie:
  - 2 argenti (slalom gigante, slalom speciale a Schladming 1982)
  - 1 bronzo (combinata a Schladming 1982)

### Coppa del Mondo
- Miglior piazzamento in classifica generale: 3ª nel 1982
- 26 podi:
  - 5 vittorie (1 in slalom gigante, 2 in slalom speciale, 2 in combinata)
  - 7 secondi posti
  - 14 terzi posti

#### Coppa del Mondo - vittorie
| Data             | Località                | Paese          | Specialità |
| ---------------- | ----------------------- | -------------- | ---------- |
| 21 dicembre 1981 | Saint-Gervais-les-Bains | Francia        | KB         |
| 23 gennaio 1982  | Berchtesgaden           | Germania Ovest | SL         |
| 27 marzo 1982    | Monginevro              | Francia        | SL         |
| 17 dicembre 1982 | Piancavallo             | Italia         | KB         |
| 7 marzo 1984     | Lake Placid             | Stati Uniti    | GS         |

Legenda:

GS = slalom gigante

SL = slalom speciale

KB = combinata

### Can-Am Cup
- Vincitrice della classifica di slalom speciale nel 1976[senza fonte]

### Campionati statunitensi
- 5 medaglie (dati parziali):
  - 4 ori (slalom speciale[4] nel 1977; slalom gigante, slalom speciale[4] nel 1980; slalom gigante[2][4][5] nel 1984)
  - 1 argento (slalom gigante[6] nel 1978)